# Ломоватська волость
Ломоватська волость — історична адміністративно-територіальна одиниця Черкаського повіту Київської губернії з центром у селі Ломовате.
Станом на 1886 рік складалася з 2 поселень, єдиної сільської громади. Населення — 4725 осіб (2368 чоловічої статі та 2357 — жіночої), 430 дворових господарств.
|                    | Площа, десятин | У тому числі орної, десятин |
| ------------------ | -------------- | --------------------------- |
| Сільських громад   | 5516           | 2628                        |
| Казенної власності | 3              | —                           |
| Іншої власності    | 85             | 58                          |
| Загалом            | 5601           | 2686                        |

Поселення волості:
- Ломовате — колишнє державне село при річці Дніпро за 25 верст від повітового міста, 2000 особи, 182 двори, православна церква, школа, постоялий будинок, 12 вітряних млинів.
- Сагунівка — колишнє державне село при річці Дніпро, 2892 особи, 248 дворів, православна церква, школа, 3 постоялих будинки, 4 водяних і 36 вітряних млинів.

Волость ліквідована наприкінці XIX століття, територія увійшла до складу Худяківської волості.